# Luigi Sincero
Luigi Sincero (Trino, 26 marzo 1870 – Roma, 7 febbraio 1936) è stato un cardinale e arcivescovo cattolico italiano.

## Biografia
Nacque a Trino il 26 marzo 1870. Compì gli studi ecclesiastici nel Seminario arcivescovile di Vercelli e poi nel Pontificio seminario lombardo a Roma. Molto giovane, nel 1890 si laureò in filosofia alla Pontificia accademia di San Tommaso d'Aquino, e nel 1891 in teologia alla Pontificia Università Gregoriana. Nel 1892 è ordinato sacerdote. Nell'arcidiocesi di Vercelli ebbe i ruoli di viceparroco di Caresana e poi di coadiutore del prevosto di Trino. Nel 1984 divenne vicedirettore Collegio Lombardo a Roma, laureandosi poi in Diritto Canonico alla Gregoriana. Nel frattempo si laureò anche in giurisprudenza alla Regia Università di Torino.
Dal 1908 stette a Roma nel Tribunale della Sacra Rota, come consultore di diverse Congregazioni romane (del Concilio, per i Religiosi, per Seminari ed Università) ed in Segreteria di Stato. Nel 1920 fu nominato assessore della Sacra Congregazione Concistoriale. Nel 1922 divenne segretario del Collegio Cardinalizio, ruolo grazie al quale fu segretario del conclave del 1922 che elesse papa l'arcivescovo di Milano, col nome di Pio XI, Achille Ratti. Papa Pio XI, nel concistoro del 23 maggio 1923, lo elevò al rango di cardinale diacono di San Giorgio in Velabro. Nel 1928 divenne pro hac vice cardinale presbitero e, il 13 gennaio 1929, ricevette, direttamente da papa Pio XI (co-consacranti Carlo Cremonesi e Agostino Zampini), la consacrazione episcopale. Nel concistoro del 13 marzo 1933 divenne cardinale vescovo di Palestrina.
Dal 6 febbraio 1926 al 7 febbraio 1936 fu segretario della Congregazione per le Chiese orientali. In questo ambito compì il suo lavoro più importante: la codificazione del Codice dei canoni delle Chiese orientali.
Morì il 7 febbraio 1936 a quasi 66 anni. I funerali solenni si svolsero nella basilica vercellese di Sant'Andrea e poi la salma venne portata nella sua città natale Trino nel cimitero locale.

## Genealogia episcopale e successione apostolica
La genealogia episcopale è:
- Cardinale Scipione Rebiba
- Cardinale Giulio Antonio Santori
- Cardinale Girolamo Bernerio, O.P.
- Vescovo Claudio Rangoni
- Arcivescovo Wawrzyniec Gembicki
- Arcivescovo Jan Wężyk
- Vescovo Piotr Gembicki
- Vescovo Jan Gembicki
- Vescovo Bonawentura Madaliński
- Vescovo Jan Małachowski
- Arcivescovo Stanisław Szembek
- Vescovo Felicjan Konstanty Szaniawski
- Vescovo Andrzej Stanisław Załuski
- Arcivescovo Adam Ignacy Komorowski
- Arcivescovo Władysław Aleksander Łubieński
- Vescovo Andrzej Stanisław Młodziejowski
- Arcivescovo Kasper Kazimierz Cieciszowski
- Vescovo Franciszek Borgiasz Mackiewicz
- Vescovo Michał Piwnicki
- Arcivescovo Ignacy Ludwik Pawłowski
- Arcivescovo Kazimierz Roch Dmochowski
- Arcivescovo Wacław Żyliński
- Vescovo Aleksander Kazimierz Bereśniewicz
- Arcivescovo Szymon Marcin Kozłowski
- Vescovo Mečislovas Leonardas Paliulionis
- Arcivescovo Bolesław Hieronim Kłopotowski
- Arcivescovo Jerzy Józef Elizeusz Szembek
- Vescovo Stanisław Kazimierz Zdzitowiecki
- Cardinale Aleksander Kakowski
- Papa Pio XI
- Cardinale Luigi Sincero

La successione apostolica è:
- Vescovo Luigi Bondini, O.F.M.Conv. (1929)
- Arcivescovo Carlo Margotti (1930)
- Vescovo Kidanè-Maryam Cassà (1930)
- Arcivescovo Egidio Lari (1931)
- Arcivescovo Torquato Dini (1934)